# Sweeney Ranch
Sweeney Ranch è un census-designated place degli Stati Uniti d'America, situato nella Contea di Sweetwater nello stato del Wyoming. Nel censimento del 2000 la popolazione era di 17 abitanti.

## Geografia fisica
Secondo i rilevamenti dell'United States Census Bureau, la località di Sweeney Ranch si estende su una superficie di 21,0 km², tutti occupati da terre.

## Popolazione
Secondo il censimento del 2000, a Sweeney Ranch vivevano 17 persone, ed erano presenti 4 gruppi familiari. La densità di popolazione era di 0,8 ab./km². Nel territorio comunale si trovavano 7 unità edificate. Per quanto riguarda la composizione etnica degli abitanti, il 100% era bianco.
Per quanto riguarda la suddivisione della popolazione in fasce d'età, il 17,6% era al di sotto dei 18, il 17,6% fra i 18 e i 24, l'11,8% fra i 25 e i 44, il 52,9% fra i 45 e i 64, mentre infine lo 0% era al di sopra dei 65 anni di età. L'età media della popolazione era di 46 anni. Per ogni 100 donne residenti vivevano 112,5 uomini.